# Матт, Андреас
Андреас Матт (нем. Andreas Matt; род. 19 октября 1982) — австрийский фристайлист, специализировавшийся в ски-кроссе. Чемпион мира, обладатель Кубка мира по фристайлу в зачёте ски-кросса. Призёр Олимпийских игр.

## Карьера
Андреас Матт родился в 1982 году в спортивной семье. Его старший брат Марио — известный горнолыжник, олимпийский чемпион 2014 года в слаломе и трёхкратный чемпион мира. Младший брат Андреаса Михаэль — также горнолыжник, призёр Олимпийских игр и чемпионатов мира.
Не международной арене в Кубке мира Андреас Матт дебютировал в начале 2004 года на этапе в Ле-Контамин-Монжуа, где занял 54-е место. Через три дня после дебюта стал 27-м на этапе в Поцца-ди-Фасса, набрав первые в карьере кубковые очки.
Несколько лет Матт не добивался особых успехов и балансировал на грани попадания в состав сборной Австрии. Лишь в конце сезона 2007/08 австриец впервые попал на кубковый подиум, став третьим на этапе в итальянском Вальмаленко. Удачно для Матта сложился сезон 2008/09. 10 января он одержал первую победу в карьере, а на чемпионате мира в Японии первенствовал в ски-кроссе, став чемпионом мира.
На Олимпиаде в Ванкувере австрийский фристайлист показал четвёртое время в квалификации, а во всех  последующих спусках он финишировал вторым, завоевав таким образом серебряную медаль, проиграв только швейцарцу Михаэлю Шмидту.
В сезоне 2010/11 Матт одержал три победы и стал обладателем Малого хрустального глобуса в зачёте ски-кросса, а также стал вторым в общем зачёте. На чемпионате мира в США австриец пробился в финальный спуск и завоевал по его результатам бронзовую медаль.
На Олимпиаде в Сочи Андреас Матт выиграл свой заезд 1/8 финала, но в четвертьфинале занял последнее место и прекратил борьбу за медали.
15 сентября 2016 года объявил о завершении спортивной карьеры.